# Rossmoor (Californie)
Rossmoor est une census-designated place du comté d'Orange, dans l'État de Californie, aux États-Unis,. En 2020, elle compte une population de 10 625 habitants.